# Ørsted (satélite)
Ørsted é o primeiro satélite da Dinamarca, assim designado em homenagem ao físico e professor dinarmarquês, Hans Christian Ørsted (1777-1851), da Universidade de Copenhaga. Este satélite está em uma órbita baixa, quase síncrona com o Sol.
Depois de mais de oito anos em órbita, o satélite Ørsted ainda está operacional, e continua realizando medidas precisas do campo magnético da Terra.
Ørsted foi o primeiro de uma sequência de microssatélites que seriam colocados em órbita pelo "Programa Dinamarquês para Pequenos Satélites". Infelizmente, o programa está atualmente interrompido.

## Objetivos da Missão
O principal objetivo científico da sonda era mapear o campo magnético da Terra e coletar dados para determinar as mudanças que ocorrem no campo.
Baseado nos dados do satélite  Ørsted, pesquisadores do Danish Space Research Institute concluíram que os polos magnéticos da Terra estão se movendo, e que a velocidade com que se movem tem aumentado nos últimos anos. A aparente aceleração indica que os polos da Terra podem estar em processo de permutação, o que teria sérias consequências sobre a vida biológica na superfície do planeta.
Os resultados também foram publicados em muitas revistas periódicas científicas proeminentes, inclusive na Geophysical Research Letters, Nature (April 2002) e Eos.

### Instrumentos
Três sensores estão situados a 8 metros de distância do sistema eletrônico do satélite para não serem afetados pelo mesmo:
1. Magnetômetro "CSC flux-gate", usado para medir a intensidade e direção do campo magnético.
2. Imageador de estrelas, usado para determinar a orientação tanto do satélite quanto do magnetômetro CSC.
3. Magnetômetro "Overhauser", usado para medir a intensidade do campo magnético mas não sua direção.

Outros três instrumentos estão localizados no corpo principal do satélite:
1. Detetores de partículas, usado para medir o fluxo de elétrons rápidos, prótons e partículas alfa através do satélite.
2. Receptor GPS Turbo-Rogue, usado para determinar precisamente a posição do satélite; pode também ser usado para observar e registar a pressão atmosférica, temperatura e humidade abaixo do satélite.
3. Recetor Trimble TRANS GPS, também usado para determinar a posição do satélite.